# Петерсон, Карл Михайлович
Карл Михайлович Петерсо́н (латыш. Kārlis Pētersons; (1828—1881) — русский математик, геометр.
Основные труды по дифференциальной геометрии.

## Краткая биография
Карл Михайлович Петерсон, окончив в 1847 году Рижскую гимназию, поступил в Дерптский университет, где изучал математику под руководством известного геометра Миндинга. В 1853 году его кандидатское сочинение было оценено высшим баллом. Сочинение это касалось теории линий на поверхности и изгибанию поверхностей. Особенно замечательна вторая часть этого сочинения Петерсона, содержащая найденное им предложение, которое, в сущности, равносильно основным в теории поверхностей уравнениям Майнарди—Кодацци и было, таким образом, обнаружено за четыре года до того, как в 1857 году эти основные уравнения были впервые опубликованы Майнарди, и за 15 лет до Кодацци, давшего их в 1868 году, в той форме, которая применяется в настоящее время (см. Уравнения Петерсона ― Кодацци). Ему была присвоена степень кандидата, дававшая в те годы право преподавания во всех классах гимназий и других средних учебных заведений.
Нет данных, когда Петерсон поселился в Москве, куда прибыл в качестве домашнего учителя в одном знатном семействе. Поселившись в Москве, Петерсон примкнул к кружку московских математиков, группировавшемуся в то время около профессоров Московского университета Брашмана и Давидова. Давидов был близок к Петропавловскому училищу, а с 1866 года даже преподавал в нём некоторое время математику. Здесь же с 1865 года стал преподавать и Петерсон — сначала по найму, а затем, с 1873 года, и штатным преподавателем. 23 января 1867 года кружок любителей математики преобразовался в Московское математическое общество. К. М. Петерсон стал одним из его членов-учредителей и основателем московской школы дифференциальной геометрии. Протоколы заседаний Общества отмечают с 1865 года по 1879 год 18 его сообщений из области дифференциальной геометрии и теории уравнений с частными производными. Вместе с тем Петерсон напечатал в «Математическом сборнике» шесть статей, три из которых — по дифференциальной геометрии и три — по теории уравнений с частными производными.

…автором получены почти все известные в настоящее время результаты по интегрированию уравнений с частными производными, притом все они получены с помощью одного общего метода и с одной общей точки зрения…
— Д. Ф. Егоров
28 ноября 1879 года Петерсон был возведён Советом Новороссийского университета в степень почётного доктора чистой математики.
Похоронен на Введенском кладбище.